# Yasser Triki
Yasser Mohamed Tahar Triki (arabisch ياسر تريكي, DMG Yāsir Tarīkī; * 24. März 1997 in Constantine) ist ein algerischer Leichtathlet, der im Weitsprung und im Dreisprung antritt. 2019 gewann er die Goldmedaille im Weitsprung bei den Afrikaspielen in Rabat.

## Sportliche Laufbahn
Yasser Triki tritt seit 2013 in internationalen Wettkämpfen an. Er qualifizierte sich für die U18-Weltmeisterschaften in Donezk, bei denen er im Weitsprung antrat. Mit einer Weite von 7,32 m im Finale belegte er den siebten Platz. Ein Jahr später nahm er sowohl im Weitsprung als auch im Dreisprung an der Jugendafrikaspielen in botswanischen Gaborone teil. Mit 7,63 m gewann er den Weitsprung, im Dreisprung gewann er Bronze. Anschließend nahm er an den U20-Weltmeisterschaften in Eugene, in den Vereinigten Staaten, teil. Als Neunter qualifizierte er sich für das Finale, in dem er allerdings nicht antreten konnte. Auch bei den Olympischen Jugendspielen in Nanjing konnte er nicht im Wettkampf antreten.
2015 gewann er mit einer Weite von 7,39 m Bronze bei den U20-Afrikameisterschaften in Addis Abeba. 2016 nahm er erneut an U20-Weltmeisterschaften teil, diesmal im polnischen Bydgoszcz. Er steigerte sich im Weitsprung auf eine Weite von 7,81 m und belegte damit den vierten Platz. 2017 trat er bei der Sommer- in Taipeh an. Im Dreisprung wurde er Fünfter, im Weitsprung gewann er die Silbermedaille. 2018 trat er bei den Afrikameisterschaften in Nigeria bei seinen ersten kontinentalen Meisterschaften im Erwachsenenbereich an. Im Weitsprung wurde er Vierter, im Dreisprung gewann er mit 16,78 m die Bronzemedaille.
Im Frühjahr 2019 sprang Triki mit 17,12 m einen neuen algerischen Hallenrekord im Dreisprung im Rahmen eines Collegewettkampfes in Fayetteville, Arkansas. Im April nahm er dann an den Afrikaspielen in Rabat teil. Mit einer Weite von 8,01 m gewann er die Goldmedaille im Weitsprung, was seinen bislang größten sportlichen Erfolg darstellt. Zudem gewann er Silber im Dreisprung. Beim Saisonhöhepunkt, den Weltmeisterschaften in Doha, die zugleich seine ersten Weltmeisterschaften bei den Erwachsenen darstellten, scheiterte er im Dreisprung mit 16,62 m in der Qualifikation und belegte damit den insgesamt 20. Platz. Zwei Monate später stellte er neue persönliche Bestleistungen bei den Weltmilitärspielen im chinesischen Wuhan auf. Seine 17,08 m im Dreisprung bedeuteten nach dem Hallenrekord auch in der Freiluft einen neuen Landesrekord. Ende Mai 2021 verbesserte er sich in der algerischen Hauptstadt auf 17,10 m, bevor er nur wenige Tage später an derselben Stelle nochmal bis auf 17,31 m steigerte. Damit erfüllte er die Qualifikationsnorm für die Olympischen Sommerspiele in Tokio. Dort gelang es ihm in das Finale einzuziehen. Darin steigerte er seinen eigenen Nationalrekord auf 17,43 m und belegte damit den fünften Platz, womit ihm lediglich vier Zentimeter auf den Bronzerang fehlten.
Im Frühjahr 2022 startete er bei den Hallenweltmeisterschaften in Belgrad. Dort belegte er mit einem Sprung auf 16,42 m den zehnten Platz. Anfang Juni nahm er zum zweiten Mal an den Afrikameisterschaften teil und gewann im Dreisprung erneut die Bronzemedaille. Ende des Monats nahm er in seiner Heimat zum zweiten Mal an den Mittelmeerspielen teil und konnte, nach Silber im Weitsprung 2018, diesmal die Goldmedaille im Dreisprung gewinnen. Wenige Tage später gewann er im Weitsprung Bronze, womit er einen kompletten Medaillensatz bei Mittelmeerspielen gewinnen konnte. 2023 trat er in Budapest bei den Weltmeisterschaften an. Dort konnte er in sein erstes WM-Finale einziehen, in dem er den fünften Platz belegte. 2024 feierte Triki mit dem Gewinn der Silbermedaille bei den Hallenweltmeisterschaften in Glasgow den bislang größten sportlichen Erfolg seiner Laufbahn.
Triki ist neben seinen internationalen Erfolgen bislang auch sechsmaliger algerischer Meister, viermal im Weitsprung und zweimal im Dreisprung.

## Wichtige Wettbewerbe
| Jahr                 | Veranstaltung             | Ort                  | Platz                | Disziplin            | Weite                |
| Startet für Algerien | Startet für Algerien      | Startet für Algerien | Startet für Algerien | Startet für Algerien | Startet für Algerien |
| -------------------- | ------------------------- | -------------------- | -------------------- | -------------------- | -------------------- |
| 2013                 | U18-Weltmeisterschaften   | Donezk               | 7.                   | Weitsprung           | 7,32 m               |
| 2013                 | U18-Weltmeisterschaften   | Donezk               |                      | Dreisprung           | DNS                  |
| 2014                 | U20-Weltmeisterschaften   | Eugene               | 9.                   | Weitsprung           | 7,35 m (Qual.)       |
| 2014                 | Olympische Jugendspiele   | Nanjing              |                      | Weitsprung           | DNS                  |
| 2015                 | U20-Afrikameisterschaften | Addis Abeba          | 3.                   | Weitsprung           | 7,39 m               |
| 2016                 | U20-Weltmeisterschaften   | Bydgoszcz            | 4.                   | Weitsprung           | 7,81 m               |
| 2017                 | Sommer-Universiade        | Taipeh               | 2.                   | Weitsprung           | 7,96 m               |
| 2017                 | Sommer-Universiade        | Taipeh               | 5.                   | Dreisprung           | 16,60 m              |
| 2018                 | Mittelmeerspiele          | Tarragona            | 2.                   | Weitsprung           | 8,01 m               |
| 2018                 | Afrikameisterschaften     | Asaba                | 3.                   | Dreisprung           | 16,78 m              |
| 2018                 | Afrikameisterschaften     | Asaba                | 4.                   | Weitsprung           | 8,01 m               |
| 2019                 | Afrikaspiele              | Rabat                | 1.                   | Weitsprung           | 8,01 m               |
| 2019                 | Afrikaspiele              | Rabat                | 2.                   | Dreisprung           | 16,71 m              |
| 2019                 | Weltmeisterschaften       | Doha                 | 20.                  | Dreisprung           | 16,62 m              |
| 2019                 | Militärweltspiele         | Wuhan                | 3.                   | Weitsprung           | 8,08 m               |
| 2019                 | Militärweltspiele         | Wuhan                | 3.                   | Dreisprung           | 17,08 m              |
| 2021                 | Olympische Sommerspiele   | Tokio                | 5.                   | Dreisprung           | 17,43 m              |
| 2022                 | Hallenweltmeisterschaften | Belgrad              | 10.                  | Dreisprung           | 16,42 m              |
| 2022                 | Afrikameisterschaften     | Port Louis           | 3.                   | Dreisprung           | 16,58 m              |
| 2022                 | Mittelmeerspiele          | Oran                 | 1.                   | Dreisprung           | 17,07 m              |
| 2022                 | Mittelmeerspiele          | Oran                 | 3.                   | Weitsprung           | 7,80 m               |
| 2023                 | Weltmeisterschaften       | Budapest             | 5.                   | Dreisprung           | 17,01 m              |
| 2024                 | Hallenweltmeisterschaften | Glasgow              | 2.                   | Dreisprung           | 17,35 m              |

## Persönliche Bestleistungen
Freiluft
- Weitsprung: 8,08 m, 24. Oktober 2019, Wuhan
- Dreisprung: 17,43 m, 5. August 2021, Tokio, (algerischer Rekord)

Halle
- Weitsprung: 7,69 m, 17. Februar 2018, College Station
- Dreisprung: 17,18 m, 10. Februar 2024, Liévin, (algerischer Rekord)

## Sonstiges
Triki nahm ein Studium an der University of Algeria auf und zog anschließend in die USA, wo er an der Texas A&M University studierte und trainiert.